# Turckheim
Turckheim település Franciaországban, Haut-Rhin megyében. Lakosainak száma 4033 fő (2022. január 1.). Turckheim Wintzenheim, Ingersheim, Ammerschwihr, Labaroche, Walbach, Zimmerbach, Niedermorschwihr és Katzenthal községekkel határos.

## Népesség
A település népessége az elmúlt években az alábbi módon változott:
| Lakosok száma | 3756 | 3759 | 3847 | 3776 | 3814 | 3831 | 3820 | 3928 | 4033 |
|               | 2013 | 2015 | 2016 | 2017 | 2018 | 2019 | 2020 | 2021 | 2022 |